# Carolyn Lawrence
Carolyn Lawrence, född 13 februari 1967 i Baltimore, är en amerikansk skådespelare.

## Biografi
Lawrence är känd för att spela rösten till Sandy Cheeks från SvampBob Fyrkant och Cindy Vortex från Jimmy Neutron.

## Filmografi (i urval)
- 2001 – Jimmy Neutron: Underbarnet
- 2004 – Svampbob Fyrkant – Filmen
- 2015 – Svampbob Fyrkant: Äventyr på torra land
- 2024 – SvampBob Fyrkant: Sandy räddar Bikinibotten
- 2025 – Plankton: Filmen